# 黄鸿明
黄鸿明（1968年—），广东潮阳人，汉族，中华人民共和国政治人物、第十一届全国人民代表大会广东地区代表。
毕业于华南理工大学工商管理专业。担任广东创鸿集团有限公司董事长、总经理。2008年起担任全国人大代表。
2013年11月14日，黄鸿明因向原揭阳市市委原书记陈弘平行贿，被广东省人民检察院刑事拘留，并于2014年2月被全国人大常委会表决确认及终止其全国人大代表资格。2014年8月15日被最高人民法院列入失信被执行人名单。